# 1028 (numero)
Milleventotto (1028) è il numero naturale dopo il 1027 e prima del 1029.

## Proprietà matematiche
- È un numero pari.
- È un numero composto da 6 divisori: 1, 2, 4, 257, 514, 1028. Poiché la somma dei suoi divisori (escluso il numero stesso) è 778 < 1028, è un numero difettivo.
- È un numero palindromo e un numero ondulante nel sistema numerico esadecimale (404).
- È un numero congruente.
- È un numero intoccabile.
- È un numero malvagio.
- È parte delle terne pitagoriche (128, 1020, 1028), (771, 1028, 1285), (1028, 66045, 66053), (1028, 132096, 132100), (1028, 264195, 264197).

## Astronomia
- 1028 Lydina è un asteroide della fascia principale del sistema solare.
- NGC 1028 è una galassia nella costellazione dell'Ariete.
- IC 1028 è una galassia situata nella costellazione di Boote.

## Astronautica
- Cosmos 1028 è un satellite artificiale russo.